# Estelle Mossely
Estelle Mossely (Parijs, 19 augustus 1992) is een bokser uit Frankrijk. Zij werd olympisch kampioen in de lichtgewichtklasse op de Olympische Spelen van 2016. Ook won zij goud op het wereldkampioenschap boksen in 2016.
Tijdens haar professionele carrière vocht zij 12 wedstrijden, waarvan zij er 11 wist te winnen. Ze won de lichtgewicht IBO-titel in 2019. In 2017 kreeg ze een zoon samen met bokser Tony Yoka.

## Erelijst

### Olympische Spelen
- 2016 in Rio de Janeiro, Brazilië (–60 kg)

### Wereldkampioenschappen
- 2016 in Astana, Kazachstan (–60 kg)
- 2014 in Jeju, Zuid-Korea (–60 kg)

### Europese Spelen
- 2015 in Bakoe, Azerbeidzjan (–60 kg)
- 2023 in Krakau, Polen (–60 kg)

### Europese kampioenschappen
- 2014 in Boekarest, Roemenië (–60 kg)

2012: Katie Taylor ·
2016: Estelle Mossely ·
2020: Kellie Harrington ·
2024: Kellie Harrington